# Хамитов, Эдуард Шайхуллович
Эдуард Шайхуллович Хамитов (тат. Эдуард Шәйхулла улы Хәмитов, 22 сентября 1937, Новокизганово, Башкирская АССР — 28 декабря 2023) — почётный академик АН РБ (1998), доктор педагогических наук (2000), профессор (1991), заслуженный деятель науки БАССР (1977), Заслуженный работник высшей школы Российской Федерации (1998). Занимал должность ректора Башкирского государственного педагогического университета имени М. Акмуллы (1983—2005).

## Биография
Родился 22 сентября 1937 года в деревне Ново-Кизганово Бураевского района Башкирской АССР.
В 1958 году окончил Бирский государственный педагогический институт и в нём же начал свою трудовую деятельность.
В 1964—1966 годах работал старшим преподавателем, а позже деканом Куйбышевского государственного педагогического института.
В 1966—1969 годах был доцентом, заведующим кафедрой Уфимского нефтяного института.
В 1969—1972 годах работал доцентом, заведующим кафедрой и деканом в Башкирском государственном педагогическом университете имени М. Акмуллы. А в 1972—1983 годах занимал должность проректора по учебной работе.
С 1983 года по 2005 год — ректор Башкирского государственного педагогического университета имени Мифтахетдина Акмуллы.
В 2005—2007 годах — депутат Государственной думы Федерального Собрания РФ. 15 марта 2005 года получил мандат, освободившийся после смерти Кирилла Рагозина.
С 2008 года являлся советником ректора БГПУ им. М. Акмуллы.
Дочь Эльза — профессор на художественно-графическом факультете БГПУ им. М. Акмуллы.

## Научная деятельность
Основные научные направления профессора Э. Ш. Хамитова — это педагогическое образование, методика преподавания физики.
В 1965 году защитил кандидатскую диссертацию на тему «Законы Ньютона в учебной системе знаний по механике в вечерней (сменной) школе».
В 1999 году защитил докторскую диссертацию на тему «Теория и практика формирования контингента гуманитарного вуза».
Э. Ш. Хамитов автор 60 научных трудов, в том числе монографий и учебных пособий, а также был руководителем научного коллектива, разработавшего концепцию и программу развития образования Башкортостана.

### Избранные публикации
- Педагогическая профориентация в школе и вузе / Э. Ш. Хамитов. — Уфа: Башк. кн. изд-во, 1988. - 100,[2] с.; 20 см.; ISBN 5-295-00008-7.
- Контингент гуманитарного вуза: теория, подходы, практика формирования. — Челябинск: Факел, 1999.
- Профессиональная педагогическая подготовка в переломные периоды развития общества. — Уфа: Китап, 2001 (соавтор).
- Стратегия развития образования в евразийском пространстве. — Уфа: БГПУ, 2002 (соавтор).

## Награды и звания
- Орден Дружбы Народов (1981);
- Заслуженный работник высшей школы Российской Федерации (1998)[8];
- Орден «За заслуги перед Республикой Башкортостан» (2003)[9];
- Орден Салавата Юлаева (2017)[10].